# Heinrich Ludwig Meding
Heinrich Ludwig Meding (auch Henri Louis Meding; * 25. Februar 1822 in Dohna; † 1865 in Paris) war ein deutscher Mediziner.

## Leben
Heinrich Ludwig Meding war der Sohn des Dohnaer Arztes Heinrich Ferdinand Meding (1793–1850) und dessen zweiter Ehefrau Auguste Friederike, geb. Guthbier. Heinrich Ludwig Meding studierte ab 1842 Medizin und wurde am 4. August 1846 an der Universität Leipzig mit seiner Dissertation De erroribus et peccatis quibusdam in re obstetricia saepius occurentibus promoviert. Nach seiner Promotion ging er in der Zeit um 1848 nach Paris, wo er als Arzt und später von 1851 bis 1865 auch als Präsident des Vereins deutscher Ärzte in Paris (Societas Medicorum Germanicorum Parisiensis) wirkte.
Am 15. August 1853 wurde Heinrich Ludwig Meding unter der Präsidentschaft von Christian Gottfried Daniel Nees von Esenbeck unter der Matrikel-Nr. 1684 mit dem akademischen Beinamen Valleix als Mitglied in die Kaiserliche Leopoldino-Carolinische Akademie der Naturforscher aufgenommen.
Durch seine maßgebliche Vermittlung erfolgte am 11. Mai 1854 die Affiliation des Vereins deutscher Ärzte in Paris an die Leopoldina.
Der Bezirksarzt, Schularzt der Fürstenschule und Ehrenbürger von Meißen Carl Heinrich Meding (1791–1870) war sein Onkel.

## Schriften (Auswahl)
- De erroribus et peccatis quibusdam in re obstetricia saepius occurentibus, Leipzig, 1846
- Essai sur la topographie médicale de Paris. Examen général des conditions de salubrité dans lesquelles cette ville est placée. Baillière, Paris 1852 (Digitalisat)
- Paris médical. Vade-mecum des médecins étrangers. Renseignements historiques, statistiques, administratifs et scientifiques sur les hôpitaux et hospices civils et militaires, l'enseignement de la médecine, les académies et sociétés savantes. Précédés d'une topographie médicale de Paris et suivis d'un precis de bibliographie medicale Française et des adresses de tous les medicins de Paris. Tome premier, Baillière, Paris 1852 (Digitalisat)
- Paris médical. Vade-mecum des médecins étrangers. Renseignements historiques, statistiques, administratifs et scientifiques sur les hôpitaux et hospices civils et militaires, l'enseignement de la médecine, les académies et sociétés savantes. Précédés d'une topographie médicale de Paris et suivis d'un precis de bibliographie medicale Française et des adresses de tous les medicins de Paris. Tome second, Baillière, Paris 1853 (Digitalisat)
- Festbericht der zehnjährigen Stiftungsfeier des Vereins Deutscher Ärzte in Paris. Breslau 1854 (Digitalisat)